# Marco Bianchini
Marco Bianchini (Arezzo, 19 giugno 1958) è un fumettista italiano.
Esordisce nel 1979 realizzando le matite per le storie di Giovanni Romanini pubblicate dalla Edifumetto di Renzo Barbieri. Nel 1982 dopo alcune apparizioni sulla rivista "Boy Music" edita da Rizzoli, viene contattato da Tiziano Sclavi per la creazione grafica di "Kerry il Trapper" che verrà pubblicato dalle edizioni Araldo. Negli stessi anni pubblico il personaggio "Cap Gemma" per la rivista "Fox Trot!". Nel 1983 approda alla Sergio Bonelli Editore creando il personaggio Kerry il trapper scritto da Tiziano Sclavi. Nel 1985 entra a far parte dello staff di Mister No, di cui diventerà uno dei disegnatori principali, esordendo con la storia Un cocktail esplosivo, pubblicato sul numero 125 della serie per i testi di Graziano Cicogna. 
Nel 1998 Éva Henger è la protagonista de Le avventure ermetiche di Eva Henger, fumetto voluto da Riccardo Schicchi, disegnato da Giuseppe Di Bernardo con Jacopo Brandi su un'idea di Marco Bianchini; veniva pubblicato a puntate sulle riviste della Diva Futura.
Dopo la chiusura della serie realizza una storia in 3 volumetti 576 577 578 per Tex, pubblicata nel 2008, Omicidio in Bourbon Street scritta da Mauro Boselli. Nel 2011 si cimenta anche con Dylan Dog disegnando la storia La sala della tortura, apparsa sul ventesimo Gigante per i testi di Giovanni Gualdoni. Nel 2015 pubblica sempre su testi di Giovanni Gualdoni la storia "Fattore Z" interamente realizzata a mezzatinta per la collana Le Storie n.27.
Nel 2013 inizia una seconda vita professionale per il mercato francese, pubblicando 2 cartonati a colori per l'editore Quadrant dal titolo Francois Sans Non vol 1 e 2 su testi di Runberg/Ricard.
In qualità di sceneggiatore ha creato la serie interamente a colori Termite Bianca disegnata da Patrizio Evangelisti e pubblicata da Pavesio. La serie è composta da 3 volumi, un making of e due brossurati di tributi al personaggio italiani ed internazionali. Vanta anche una edizione francese e olandese dei primi 3 volumi.
Nel 1990 fonda la seconda sede storica della Scuola Internazionale di Comics a Firenze. Oggi è direttore artistico della TheSIGN Academy di Firenze, attualmente una delle sedi nazionali più accreditate sulla formazione nel settore delle arti applicate.